# مسجد بيكمبور (دينديقل)
بيكمبور المسجد الكبير ( Begumpur Big Mosque) هوَ مسجد يقع في منطقة في دينديقل في تامل نادو في الهند، إنه أقدم مسجد في دينديقل.

## التاريخ
في القرن ال17، السلطان تيبو والده حيدر علي، دينديقل هو القاعدة العسكرية الأكثر أهمية. 
كانت شقيقة حيدر علي الأصغر، أميرونيسا بيكم. في أد. 1772 أميرونيسا بيكم توفي في دينديقل. ودفنت في المسجد الكبير في دينديقل. وتسمى هذه المنطقة بيكمبور باسم أميرونيسا بيكم.

## الصلاة
يُعتبر بيكمبور المسجد الكبير من أماكن المُسلمين الرَسمية في دينديقل حيثُ ييُعتبر مكان للاحتفال خلال عيد الفطر وَعيد الأضحى، وتُصلى جميع الصَلوات في بيكمبور المسجد الكبير.

## مركز
هذا المسجد هو رئيس مركز جماعة التبليغ في تاميل نادو.